# Länsmuseet Gävleborg
Länsmuseet Gävleborg är ett museum och en stiftelse som arbetar med kulturarv och konst i Gävleborgs län. Verksamheten tog sin början 1933 då Philibert Humbla anställdes som länsintendent av Gästrike-Hälsinge Hembygdsförbund för ”hembygdsvårdande uppgifter”. Sju år senare, 1940, invigdes Gävle Museum efter en donation av Gävlefamiljen Rettig. I museet visades den Rettigska samlingen av konst och konsthantverk samt ytterligare ett stort antal konstverk som samlats in av Humbla. Museibyggnaden ritades av stadsarkitekt Sven Wranér och skulle enligt donatorn Antonie Rettigs önskemål likna hennes systers palats, det von Plessenska palatset, i Köpenhamn. Upprättades av  C. P. Lindbom & Son, Byggnadsfirma.
För att markera den regionala aspekten vidgades uppdraget 1978, varvid Gävle Museum bytte namn till Länsmuseet Gävleborg. Museet äger en stor samling svensk konst och arbetar med kulturarvsfrågor inom byggnadsvård, arkeologi, kulturturism och pedagogik. Där kan nämnas museets arbete inom världsarvet Hälsingegårdar och kulturturismprojektet Järnriket Gästrikland. Museet arbetar med rådgivning och olika projekt och uppdrag i skolor, för privatpersoner och i samverkan med föreningar och företag. Museet har stora föremålssamlingar. Förutom konst kan nämnas keramik, foto, tapeter, möbler, arkeologiska föremål och textilier.
2016 stängde museet för renovering och ombyggnad men återinvigdes 21 oktober 2017.
I museibyggnaden på Södra Strandgatan 20 i Gävle finns utställningar, textilstudierum, VR-rum, faktarum, kafé, butik och ateljéer där museet bedriver skapande verksamhet.

## Utställningar

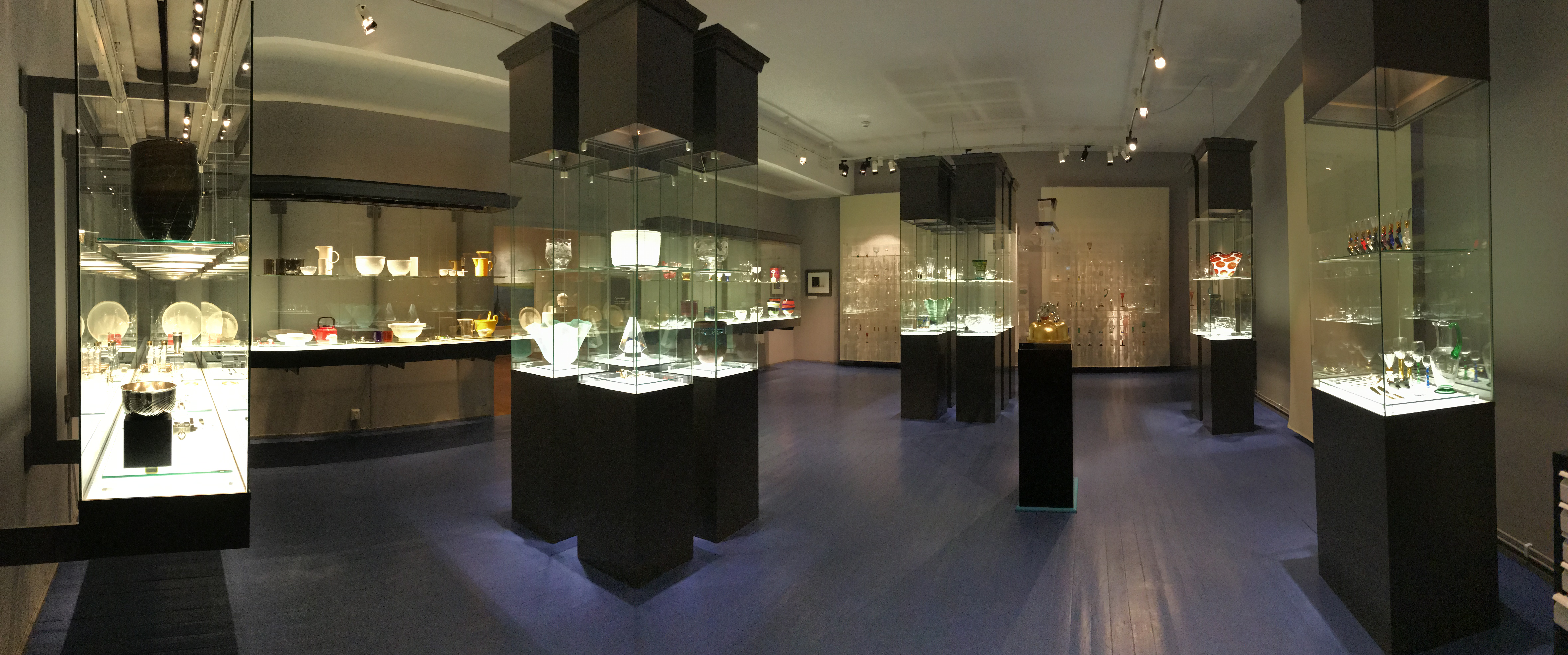
Cyrénsalen.

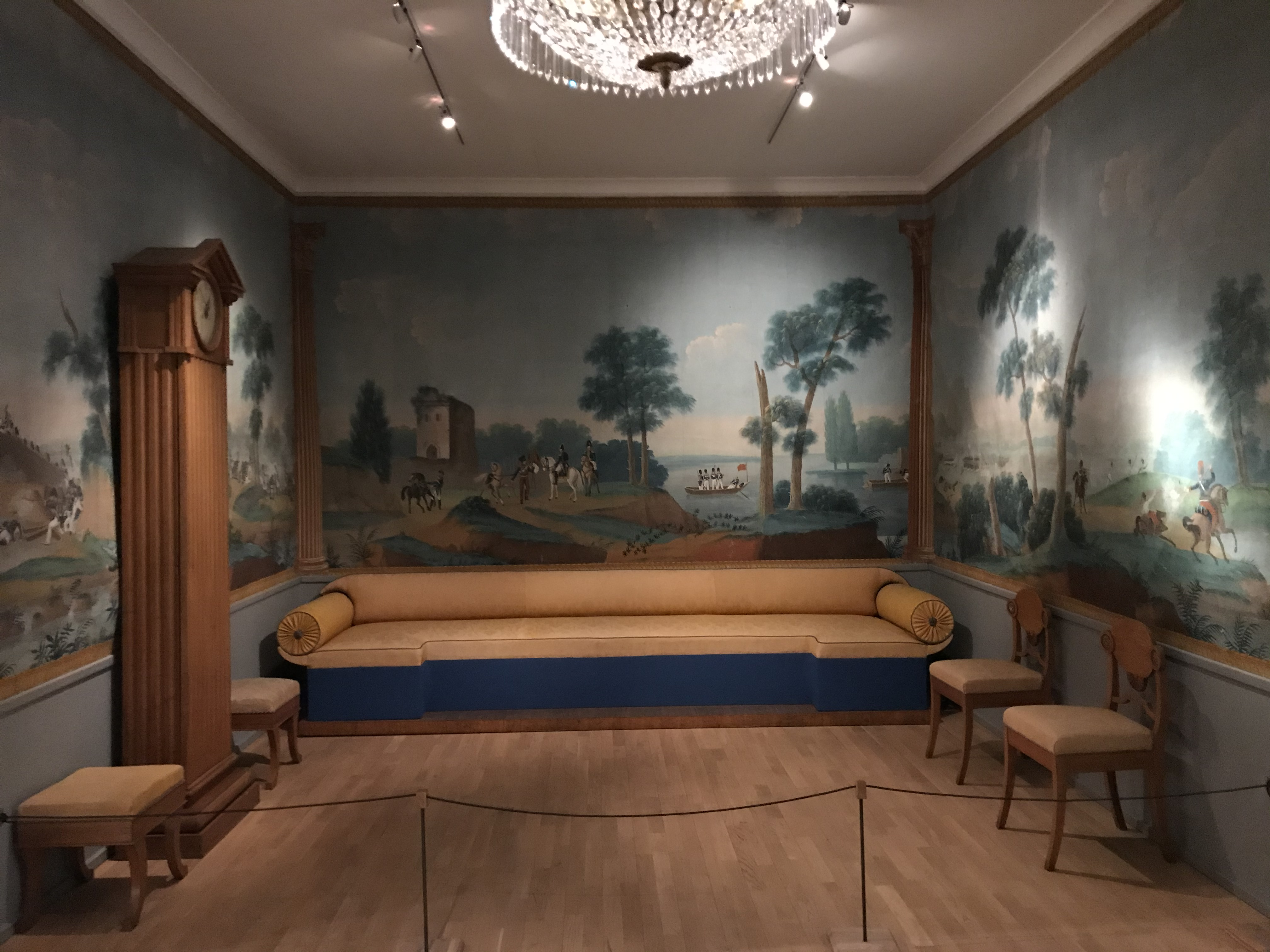
Brynässalongen.

På de övre våningsplanen finns museets konstsalar med verk från 1600-talet fram till idag. Länsmuseet har en av Sveriges större samlingar av svensk konst från 1600-talet och fram till idag. I samlingen finns verk av bland andra Alexander Roslin, Marcus Larson, Jenny Nyström, Carl Larsson, Hanna Pauli, Isaac Grünewald, Göteborgskoloristerna, Halmstadgruppen, Staffan Hallström, Hertha Hillfon och Lena Cronqvist. Ett av museets mer kända verk är Peter Tillbergs Mitt i Sverige (1970) med en gata med egnahem av 1950-talstyp och ett gapande hål i den svarta asfalten. Bland de senaste förvärven finns verk av Peter Johansson,, 
Annika von Hausswolff, Martin Wickström och Anneè Olofsson.
Förutom verken i konstsalarna visas flera andra utställningar i byggnaden:
- Textila mönster och tekniker från Hedvig Ulfsparres samling (plan 3).
- Cyrénsalen med designern Gunnar Cyréns produktion i silver, guld, stål, glas och plast (plan 2).
- Smaken och kapitalet om Hedvig Ulfsparre och hennes textilsamling (plan 2).
- Gefle Porslin och Bo Fajans: visar keramik från de båda fabrikerna (plan 2).
- Historien händer här: en av museets nya basutställningar och öppnad 2017. Nedslag i länets historia speglar Sverige och världen (plan 1).
- Spår av liv: forntidsutställningen med föremål och berättelser från Gävleborgs län. Här beskrivs också en arkeologs arbete (plan 1).
- Fråga bilden: om bilders normer och ideal. Här möter man fotograferna Carl Larsson och Anna Nygren från 1900-talets början (plan 1).
- Socker, spel och strömming: Utställning för barn om Gävle (plan 1).

## Övrig verksamhet
Studion, som är museets utställningsrum för barn och unga, ligger i anslutning till entréhallen.
På museitomten finns en stor pallkrageodling som upplåts till privatpersoner och föreningar. 

## Landsantikvarier
- 1940–1952 Philibert Humbla
- 1952–1953 Stig Stenström
- 1953–1962 Olle Källström
- 1962–1962 Ingrid Swartling
- 1962–1963 Sune Zachrisson
- 1963–1963 Maj-Brit Wadell
- 1963–1969 Ingemar Tunander
- 1969–1993 Ingemar Svensson
- 1993–1997 Anders Broberg
- 1996–1997 Carl-Magnus Gagge (tillförordnad)
- 1997–2008 Lars Sjösvärd
- 2008–2012 Peder Mellander (tillförordnad 1987 och 1993)
- 2012–2018 Anders Johnsson
- 2019– 2023 Hans Öjmyr

## Bildgalleri

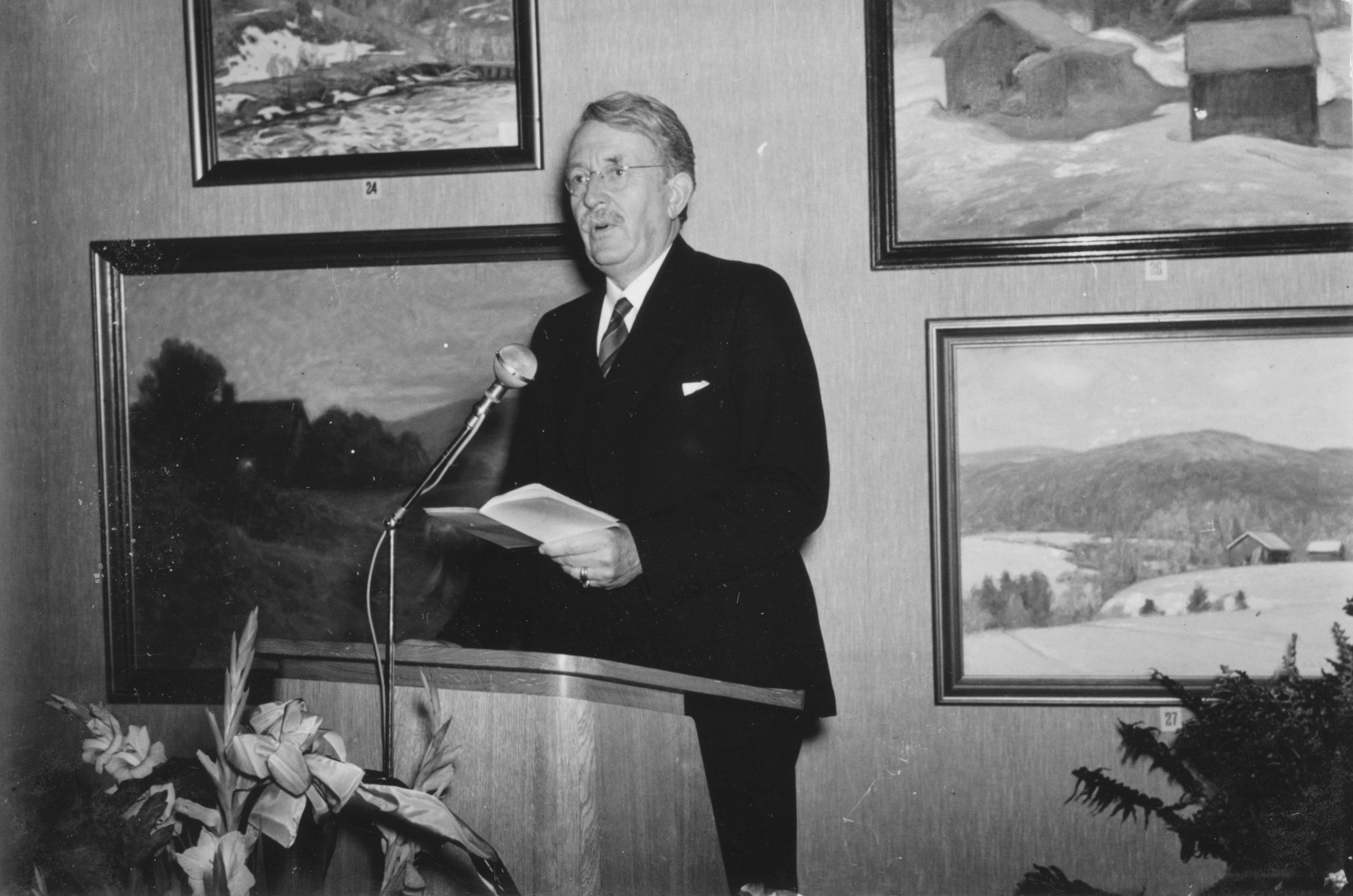
Nationalmuseums överintendent Axel Gauffin håller tal vid invigningen av Gävle museum 29 september 1940.
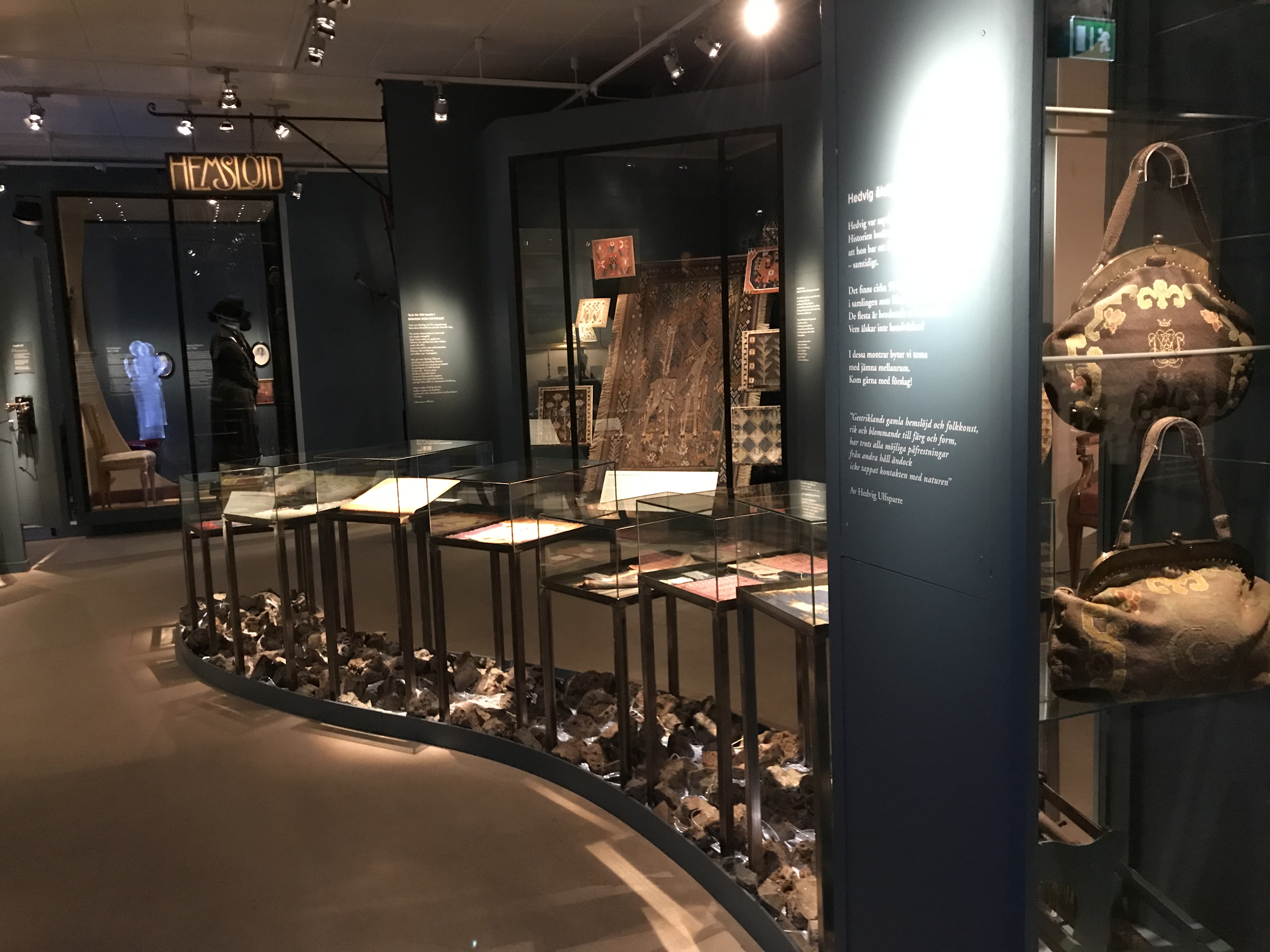
Hemslöjd från Hedvig Ulfsparres samlingar.
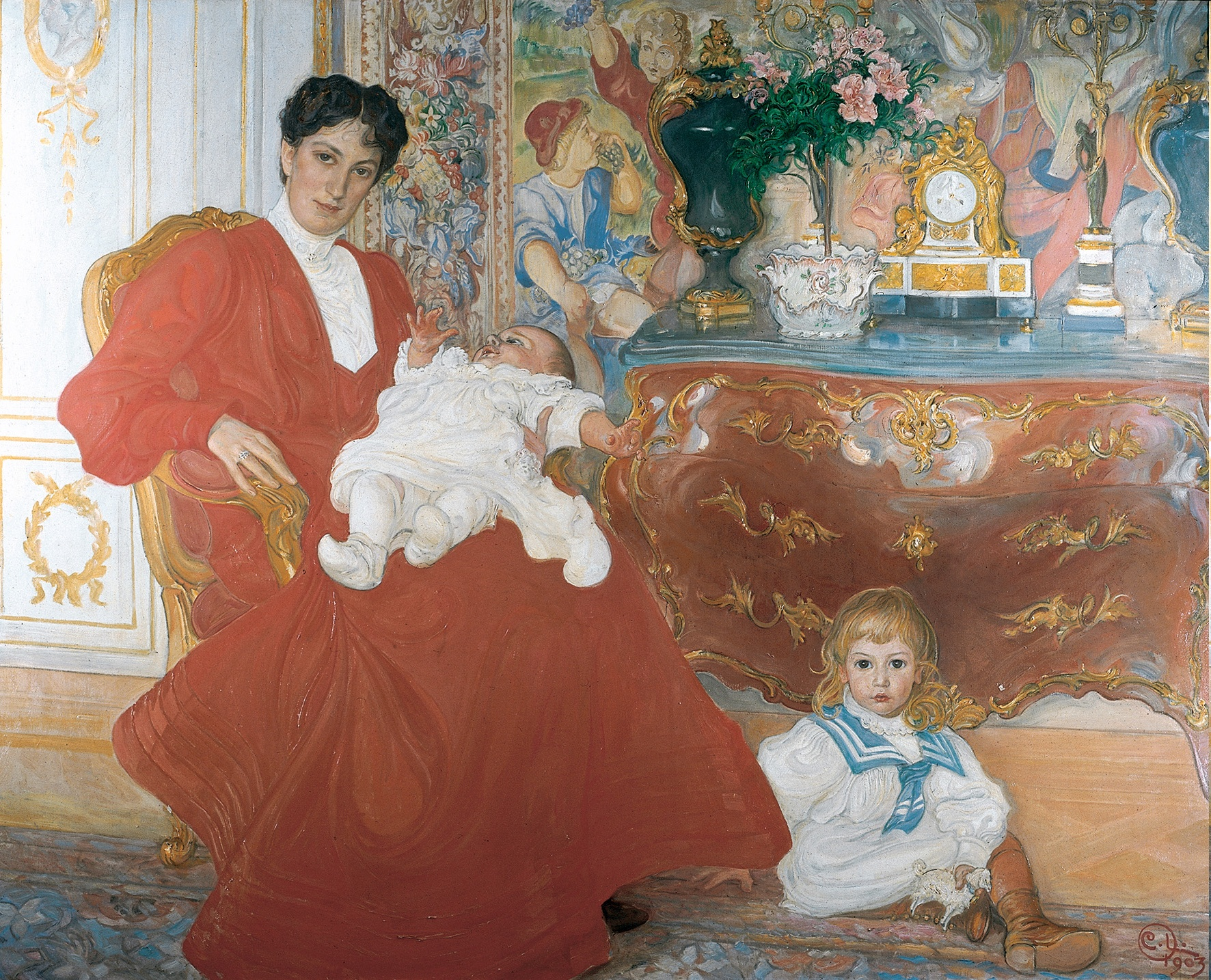
Fru Dora Lamm och hennes två söner. Målning av Carl Larsson 1903.
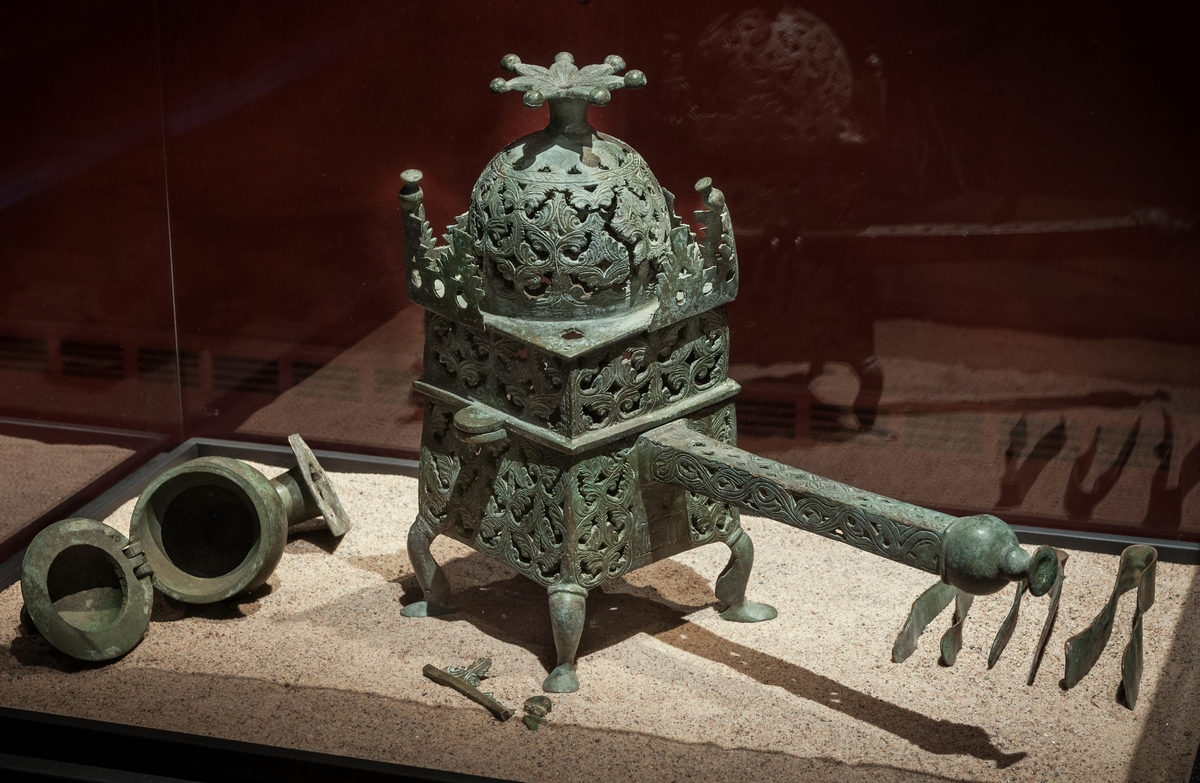
Glödpanna med lock, brons. Troligen från nuvarande Iran eller Syrien, 900-talet.
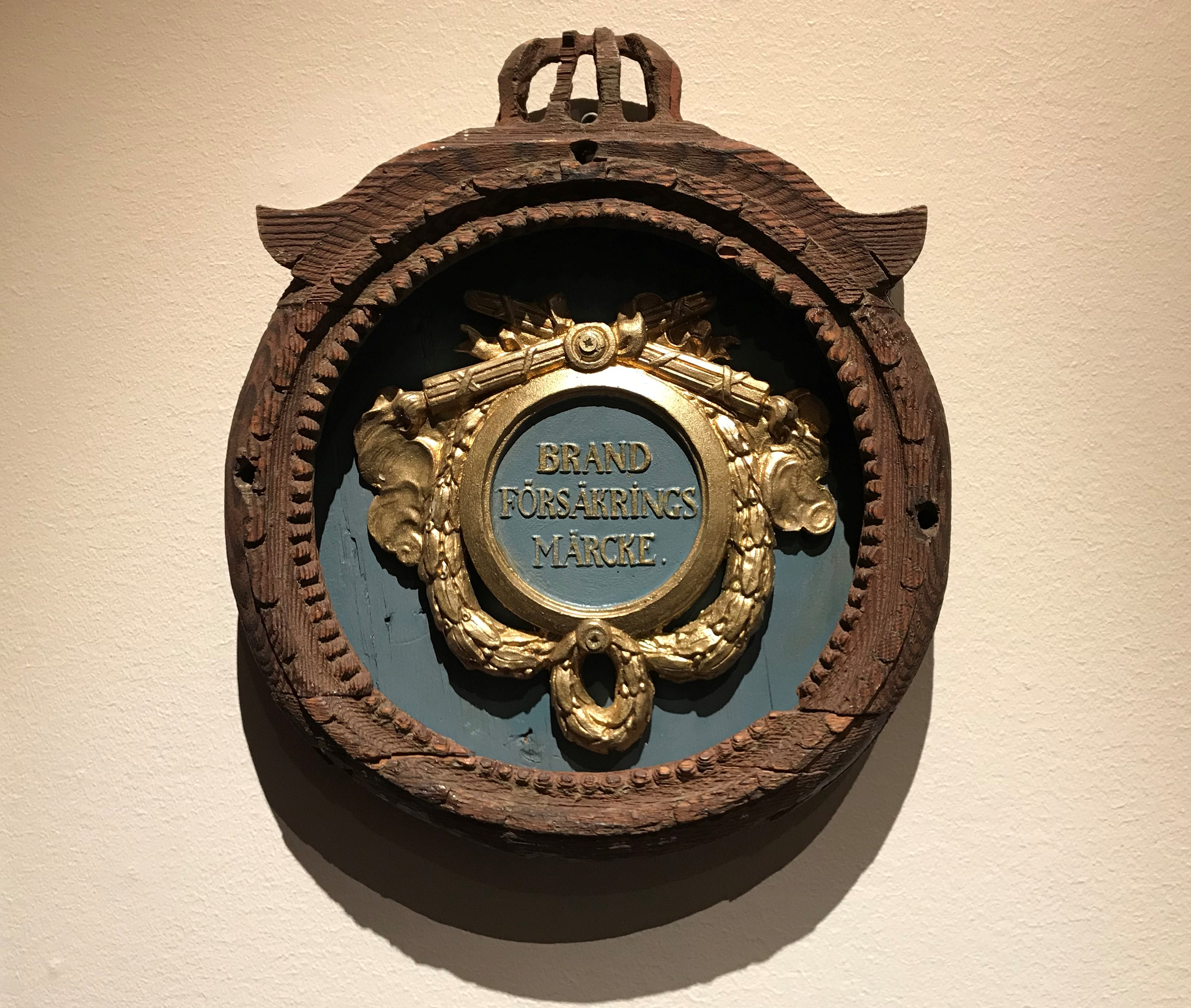
Ett brandförsäkringsmärke från 1800-talet, som suttit på en husfasad för att visa, att byggnaden var försäkrad.